# Ambergris Caye
Ambergris Caye is het grootste eiland van Belize, gelegen in de Caraïbische Zee in het noordoosten van Belize, zo'n twintig kilometer in zee ten oosten van het vasteland van Belize. Het 40 km lange en tot 1,6 km brede eiland ligt voor de kust van het district Corozal, maar behoort tot het district Belize.
Ambergris Caye telde in 2020 13.381 inwoners. Op het eiland is de enige nederzetting San Pedro, waar ook de grote meerderheid van de eilandbevolking woont. San Pedro, in het zuiden van het eiland, is een snel groeiende plaats, waar vooral toeristen genieten van de omgeving. Het land is voornamelijk verdeeld in kavels, die gekocht kunnen worden door investeerders. Het eiland en San Pedro zijn bekend van de hit La Isla Bonita van Madonna uit 1987.
Voor het eiland bevinden zich het Barrièrerif van Belize naast ook de onderwatergrot Great Blue Hole. In het noorden van het eiland is het slechts een kleine oversteek naar de zuidoostelijke tip van de Mexicaanse staat Quintana Roo. De badplaats Xcalak in de Mexicaanse gemeente Othón P. Blanco ligt zo'n 10 km ten noorden van Ambergris Caye.
Het eiland werd, net als Quintana Roo, vroeger bewoond door de Maya.